# Papa Was Not a Rolling Stone (film)
Ne doit pas être confondu avec Papa Was a Rollin' Stone.
Pour les articles homonymes, voir Rolling, Rolling Stones (homonymie) et Stone.
Pour plus de détails, voir Fiche technique et Distribution.
Papa Was Not a Rolling Stone est un film français réalisé par Sylvie Ohayon, sorti en 2014.

## Synopsis
Dans les années 1980, Stéphanie grandit à La Courneuve auprès d'une mère absente et d'un beau-père brutal. Très vite, elle décide de se sortir de son quotidien morose. Grâce à l'amour de sa grand-mère, à ses lectures, sa passion pour la danse et pour Jean-Jacques Goldman, elle se débat dans cette cité colorée où l'amitié est primordiale. 
Un jour, elle le sait, Stéphanie quittera la cité pour mener la vie dont elle a toujours rêvé.

## Fiche technique
- Titre original : Papa Was Not a Rolling Stone
- Réalisation : Sylvie Ohayon
- Scénario : Sylvie Ohayon et Sylvie Verheyde
- Directeur de la photographie : Laurent Brunet
- Décors : Emmanuelle Duplay
- Costumes : Virginie Montel
- Montage : Sophie Fourdrinoy
- Musique : Nousdeuxtheband
- Production : François Kraus, Denis Pineau-Valencienne et Maïwenn
- Société de production : The Film, Pathé, Orange Studio, France 2 Cinéma, Chaocorp et Canal+
- Langue originale : français
- Format : couleur - Stéréo
- Durée : 99 minutes
- Date de sortie :
  - France : 8 octobre 2014

## Distribution
- Doria Achour : Stéphanie
- Aure Atika : Micheline
- Marc Lavoine : Christian
- Soumaye Bocoum : Fatima
- Rabah Nait Oufella : Rabah
- Sylvie Testud : Nadège
- Attica Guedj : Margot
- Azedine Kasri : Lahlou
- Pablo Pauly : Robert
- Sami Zitouni : Couscous
- Fu'ad Ait Aattou : Ahmed
- Pascale Arbillot : la conseillère d'orientation
- Bouraouïa Marzouk : la mère de Fatima
- Grégoire Bonnet : le prof de français
- Jean-Luc Lahaye : lui-même
- Kamel Ouali : lui-même

## Accueil public
Selon Le Figaro, le film figure en treizième position dans la liste des vingt films français et étrangers les plus « boudés par le public » en 2014 .